# Lijst van gemeenten in Çankırı
Onderstaande lijst bevat alle gemeenten (belediye, belde, beldeler) (2000) in de Turkse provincie Çankırı.
| District    | Gemeente        |
| ----------- | --------------- |
| Atkaracalar | Atkaracalar     |
| Atkaracalar | Çardaklı        |
| Bayramören  | Bayramören      |
| Çankırı     | Çankırı         |
| Çankırı     | Ünür            |
| Çerkeş      | Çerkeş          |
| Çerkeş      | Saçak           |
| Eldivan     | Eldivan         |
| Ilgaz       | Ilgaz           |
| Ilgaz       | Yeşildumlupınar |
| Kızılırmak  | Kızılırmak      |
| Korgun      | Korgun          |
| Kurşunlu    | Çavundur        |
| Kurşunlu    | Dumanlı         |
| Kurşunlu    | Hacımuslu       |
| Kurşunlu    | Kurşunlu        |
| Kurşunlu    | Sivricek        |
| Kurşunlu    | Taşkaracalar    |
| Orta        | Dodurga         |
| Orta        | Elmalı          |
| Orta        | Kalfat          |
| Orta        | Orta            |
| Orta        | Özlü            |
| Orta        | Yaylakent       |
| Şabanözü    | Gümerdiğin      |
| Şabanözü    | Gürpınar        |
| Şabanözü    | Şabanözü        |
| Yapraklı    | İkizören        |
| Yapraklı    | Yapraklı        |
| Yapraklı    | Yukarıöz        |
| Yapraklı    | Yüklü           |